# William Abbot

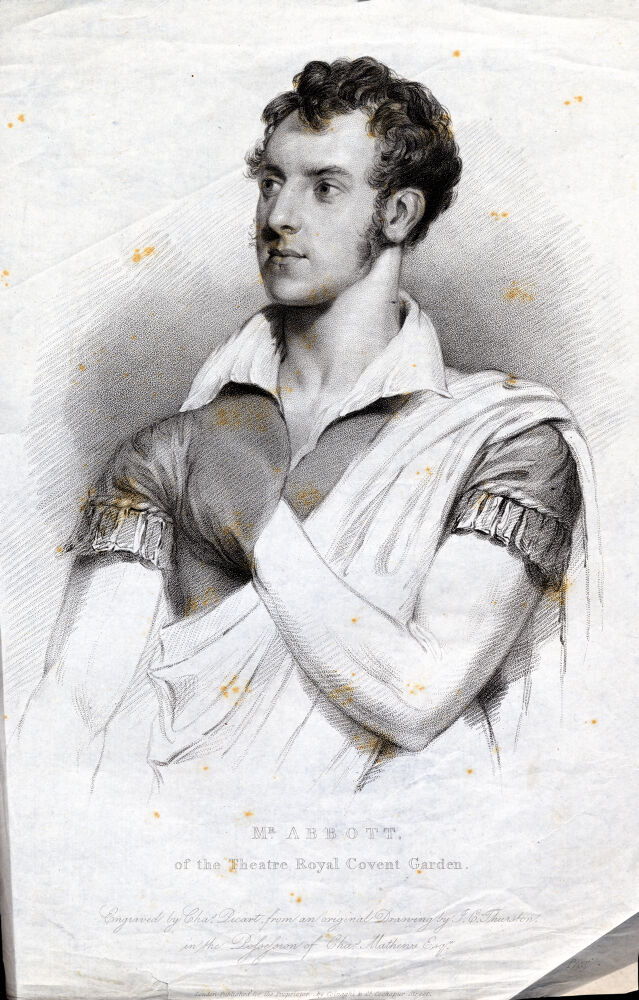

William Abbot (Chelsea, Londres, 12 de junho de 1790 – Baltimore, 1 de junho de 1843) foi um ator e dramaturgo inglês.

## Biografia
Abbot nasceu em Chelsea, Londres, e fez sua primeira aparição no palco de teatro em Bath, Somerset, em 1806.  Permaneceu como integrante da companhia teatral de Bath por algumas temporadas. Apenas por uma noite, Abbot se apresentou no Haymarket Theatre, no verão de 1808, por ocasião do ato de caridade em prol de Charles Young, o ator de tragédias, retornando depois para Bath. Reapareceu no Haymarket em 1810, e foi contratado pela primeira vez no Covent Garden em 1812.
Abbot foi um artista da comédia leve e da tragédia juvenil, mas participou também dos melodramas que estavam então em voga. Recebeu o papel de Lotário na primeira produção de The Miller and his Men, um melodrama romântico baseado na peça de Isaac Pocock (1762-1835). Por muitos anos continuou a ser um integrante da companhia do Covent Garden. Foi Pilades juntamente com William Macready, que interpretou Orestes, na peça Distressed Mother de Ambrose Philips, quando Macready fez sua primeira aparição naquele teatro (1816). Representou Ápio Cláudio em Virginius (1820) de James Sheridan Knowles e Modus em seu Hunchback (1832). Os críticos aplaudiram o espírito de sua atuação, e seu "senso agudo de exatidão da ênfase".
Em 1827 Abbot foi contratado, com um salário semanal de vinte napoleões, como diretor de cena da companhia inglesa em visita a Paris, com a senhorita Harriet Smithson como sua "protagonista". Ele fez o papel de Charles Surface, na peça The School for Scandal, de Richard Brinsley Sheridan, entre outras participações; mas a peça foi pouco apreciada na Salle Favart. Com a temporada encerrada em Paris, Abbot, e outros atores da companhia, tentaram realizar apresentações em algumas das principais cidades da França; mas a experiência foi totalmente um fracasso, a companhia dissolvida, e os atores ingleses, já passando necessidades, resolveram voltar para casa, o mais breve possível.
No seu retorno para Londres em 1830, Abbot interpretou Romeu e Fanny Kemble, que fazia a sua primeira apresentação no Covent Garden, Julieta. Abbot foi o autor de dois melodramas: Youthful Days of Frederick the Great e Swedish Patriotism, or the Signal Fire, produzidos no Covent Garden em 1817 e 1819 respectivamente, e ambos baseados em originais franceses. Abbot deixou a Inglaterra para tentar a sorte na América, alcançando lá pouco sucesso. Morreu na pobreza em Baltimore, Maryland.